# Berga, Mansfeld-Südharz
Berga là một đô thị thuộc huyện Mansfeld-Südharz, Sachsen-Anhalt, Đức. Đô thị Berga, Mansfeld-Südharz có diện tích 25,67 km², dân số thời điểm ngày 31 tháng 12 năm 2006 là 1898 người.
Đô thị này gồm 3 làng: 
- Berga
- Bösenrode
- Rosperwenda